# Тевхид
Таухид (на арабски: توحيد), в България и в други бивши провинции на Османската империя често срещано също като Тевхид (на турски: Tevhid), представлява виждането за монотеизъм в исляма. Според него Аллах е единствен (уахид) и неповторим (ахад).
Декларирането на еднобожието е първото условие за всеки мюсюлманин и е въведено в първата част на шахада. Отхвърлянето на еднобожието - приписването на сътрудници на Аллах е единственият непростим грях според Корана. Мюсюлманските учени са на мнение, че цялата ислямска теология почива върху принципа на Таухид.
Таухид се споменава на много места в Корана, като сура Ал-Ихляс е изцяло посветена на монотезима. Други места в Корана, в които е засегната темата, са например 57:3, 34:20-24, 35:40, 46:4, 34:20-24 и други.